# Cárcel de Sabaneta
La Cárcel Nacional de Maracaibo más conocido como Cárcel de Sabaneta es una prisión notoriamente violenta de Maracaibo. Fue operado por el Ministerio de Estado para el Servicio Penitenciario desde 1958. Estaba severamente superpoblada, con acceso inadecuado a atención médica, alimentos y agua potable, y la violencia entre los prisioneros era común.

## Instalaciones

### Vida en prisión
La superpoblada prisión, que alberga a 3.700 reclusos, se construyó para ocupar a 700 reclusos en 2013. De este número, se estima que 192 eran hijos de los reclusos. La prisión estaba dirigida por los propios presos, siguiendo la tendencia del 80% de las cárceles venezolanas que son dirigidas por sus propios presos. A medida que la población continuó creciendo dentro de la Cárcel de Sabaneta, superó con creces la población prevista.
La Cárcel de Sabaneta es a menudo vista como un lugar de terror. Con la constante violencia y muerte de las pandillas, los periodistas han colocado un velo de violencia sobre la prisión. Algunos la consideran una de las prisiones más peligrosas del mundo para vivir. Las fuentes de noticias locales enfatizan la naturaleza superpoblada de la prisión y las malas condiciones de vida.  Aparecía a menudo en artículos sensacionalistas sobre muchas prisiones peligrosas y masacres sangrientas.

### Estructura
Durante su construcción en 1958, la Cárcel de Sabaneta estuvo dividida en 4 áreas principales. El primero de los cuales Procemil se formó para albergar a militares y agentes policiales. La reeducación acogió a delincuentes con cargos leves. La prisión contenía una variedad de prisioneros estándar. Máximo alojó a los delincuentes con los cargos más graves.

## Incidentes notables

### 1994 disturbios y incendios
El 3 de enero de 1994, estalló un motín en la prisión como resultado de la actividad de las pandillas en curso. Un grupo de reclusos inició un incendio y luego dispararon o apuñalaron a otros reclusos que intentaron escapar del fuego. Si bien existe cierta controversia sobre el número de víctimas y heridos durante el incidente, muchos más prisioneros murieron cuando el personal de seguridad intentó tomar el control de la prisión, y algunas fuentes afirman que más de 150 víctimas. El incendio demostró las deficiencias del sistema penal venezolano y llevó a que se tomaran decisiones urgentes, incluyendo la intervención de la cárcel de Sabaneta y acciones penales contra los funcionarios de guardia.

### Otros disturbios
El 17 de abril de 2007 unas 20 reclusas de la Cárcel de Sabaneta toman como rehén a una de las custodias del anexo femenino para exigir celeridad en los retardos procesales, dotación de unidades para los traslados a tribunales e insumos médicos. La Guardia Nacional Bolivariana interviene lanzando gases lacrimógenos produciendo problemas de asfixia a 300 niños de una escuela ubicada detrás del penal, y provocando heridas a 3 personas. En 2010 la explosión de una granada dentro del complejo dejó 10 muertos.
También se produjeron periódicamente disturbios más pequeños en la Prisión, y las autoridades afirmaron que se trataba de violencia de pandillas entre los presos. En 2012, se informó que tan solo 8 guardias estaban de servicio en cualquier momento, con 32 oficiales adicionales de la Guardia Nacional Bolivariana patrullando el exterior.  Debido a esta falta de personal de seguridad, la violencia de las pandillas fue común, con 69 prisioneros asesinados solo en 2013.

### Redadas
Si bien el control gubernamental sobre la prisión era débil, las redadas de las fuerzas gubernamentales frecuentemente arrojaban enormes cantidades de armas y drogas. Una redada incluso descubrió una colección de animales de la selva alojados en la prisión, incluidas algunas especies en peligro de extinción.

## Presos notables
Mocho Edwin fue el "pran" de la Cárcel de Sabaneta en el momento de la intervención del penal. Fue encarcelado por primera vez en 2006, pero poco después fue liberado en 2007. Desde entonces, fue enviado a Maracaibo por cometer un triple homicidio. Edwin era conocido por la venta de drogas y la prostitución en toda la prisión y sus conexiones con el mundo exterior luego de ser visto con Iris Varela.

## Intervención
En 2013, después de la Masacre de Sabaneta de 2013 que mató a 16 reclusos, se cerró la Cárcel de Sabaneta. Actualmente hay planes para reabrir la prisión como museo para que los ciudadanos visiten los lugares de masacres famosas y aprendan sobre el funcionamiento histórico de los sistemas penitenciarios corruptos. Se sabe que "Mocho Edwin" se resistió y se negó a abandonar su reino dentro de La Sabaneta al cerrarlo. En agosto de 2023, el Observatorio Penitenciario de Venezuela informó que los residentes locales temían que la prisión de Sabaneta hubiera sido reabierta.